# Paynamar jezik
Paynamar jezik (ISO 639-3: pmr), transnovogvinejski jezik iz provincije Madang u Papui Novoj Gvineji, kojim govori oko 150 ljudi (Z’Graggen 1975).
Paynamar čini istopimenu podskupinu šire skupine madang, čiji je jedini predstavnik

## Vanjske poveznice
- Ethnologue (14th)
- Ethnologue (15th)